# Draft NFL 2025
Il Draft NFL 2025 è stata la 90ª edizione delle selezioni dei migliori giocatori provenienti dal college da parte delle franchigie della National Football League. L'evento si è svolto dal 24 al 26 aprile 2025 a Green Bay, Wisconsin. La prima scelta assoluta era in possesso dei Tennessee Titans che hanno selezionato il quarterback Cam Ward.

## Le scelte
Legenda
| * | scelte compensatorie             |
| + | scelte compensatorie addizionali |

| C  | Centro            |    | CB               | Cornerback |                  | DB | Defensive back    |  | DE | Defensive end |
| DL | Defensive lineman | DT | Defensive tackle | FB         | Fullback         | FS | Free safety       |  |    |               |
| G  | Guardia           | HB | Halfback         | K          | Placekicker      | KR | Kick returner     |  |    |               |
| LB | Linebacker        | LS | Long snapper     | OT         | Offensive tackle | OL | Offensive lineman |  |    |               |
| NT | Nose tackle       | P  | Punter           | PR         | Punt returner    | QB | Quarterback       |  |    |               |
| RB | Running back      | S  | Safety           | SS         | Strong safety    | TB | Tailback          |  |    |               |
| TE | Tight end         | WR | Wide receiver    |            |                  |    |                   |  |    |               |

|  | = Pro Bowler |

|  | Giro | Scelta | Squadra               | Giocatore              | Ruolo              | College                     | Conf.              | Note                                                 |
|  | ---- | ------ | --------------------- | ---------------------- | ------------------ | --------------------------- | ------------------ | ---------------------------------------------------- |
|  | 1    | 1      | Tennessee Titans      | Cam Ward               | QB                 | Miami (FL)                  | ACC                |                                                      |
|  | 1    | 2      | Jacksonville Jaguars  | Travis Hunter          | CB/WR              | Colorado                    | Big 12             | da Cleveland                                         |
|  | 1    | 3      | New York Giants       | Abdul Carter           | DE                 | Penn State                  | Big Ten            |                                                      |
|  | 1    | 4      | New England Patriots  | Will Campbell          | OT                 | LSU                         | SEC                |                                                      |
|  | 1    | 5      | Cleveland Browns      | Mason Graham           | DT                 | Michigan                    | Big Ten            | da Jacksonville                                      |
|  | 1    | 6      | Las Vegas Raiders     | Ashton Jeanty          | RB                 | Boise State                 | MW                 |                                                      |
|  | 1    | 7      | New York Jets         | Armand Membou          | OT                 | Missouri                    | SEC                |                                                      |
|  | 1    | 8      | Carolina Panthers     | Tetairoa McMillan      | WR                 | Arizona                     | Big 12             |                                                      |
|  | 1    | 9      | New Orleans Saints    | Kelvin Banks Jr.       | OT                 | Texas                       | SEC                |                                                      |
|  | 1    | 10     | Chicago Bears         | Colston Loveland       | TE                 | Michigan                    | Big Ten            |                                                      |
|  | 1    | 11     | San Francisco 49ers   | Mykel Williams         | DE                 | Georgia                     | SEC                |                                                      |
|  | 1    | 12     | Dallas Cowboys        | Tyler Booker           | G                  | Alabama                     | SEC                |                                                      |
|  | 1    | 13     | Miami Dolphins        | Kenneth Grant          | DT                 | Michigan                    | Big Ten            |                                                      |
|  | 1    | 14     | Indianapolis Colts    | Tyler Warren           | TE                 | Penn State                  | Big Ten            |                                                      |
|  | 1    | 15     | Atlanta Falcons       | Jalon Walker           | LB                 | Georgia                     | SEC                |                                                      |
|  | 1    | 16     | Arizona Cardinals     | Walter Nolen           | DT                 | Ole Miss                    | SEC                |                                                      |
|  | 1    | 17     | Cincinnati Bengals    | Shemar Stewart         | DE                 | Texas A&M                   | SEC                |                                                      |
|  | 1    | 18     | Seattle Seahawks      | Grey Zabel             | G                  | North Dakota State          | MVFC               |                                                      |
|  | 1    | 19     | Tampa Bay Buccaneers  | Emeka Egbuka           | WR                 | Ohio State                  | Big Ten            |                                                      |
|  | 1    | 20     | Denver Broncos        | Jahdae Barron          | CB                 | Texas                       | SEC                |                                                      |
|  | 1    | 21     | Pittsburgh Steelers   | Derrick Harmon         | DT                 | Oregon                      | Big Ten            |                                                      |
|  | 1    | 22     | Los Angeles Chargers  | Omarion Hampton        | RB                 | North Carolina              | ACC                |                                                      |
|  | 1    | 23     | Green Bay Packers     | Matthew Golden         | WR                 | Texas                       | SEC                |                                                      |
|  | 1    | 24     | Minnesota Vikings     | Donovan Jackson        | G                  | Ohio State                  | Big Ten            |                                                      |
|  | 1    | 25     | New York Giants       | Jaxson Dart            | QB                 | Ole Miss                    | SEC                | da Houston                                           |
|  | 1    | 26     | Atlanta Falcons       | James Pearce Jr.       | DE                 | Tennessee                   | SEC                | da L.A. Rams                                         |
|  | 1    | 27     | Baltimore Ravens      | Malaki Starks          | S                  | Georgia                     | SEC                |                                                      |
|  | 1    | 28     | Detroit Lions         | Tyleik Williams        | DT                 | Ohio State                  | Big Ten            |                                                      |
|  | 1    | 29     | Washington Commanders | Josh Conerly Jr.       | OT                 | Oregon                      | Big Ten            |                                                      |
|  | 1    | 30     | Buffalo Bills         | Maxwell Hairston       | CB                 | Kentucky                    | SEC                |                                                      |
|  | 1    | 31     | Philadelphia Eagles   | Jihaad Campbell        | LB                 | Alabama                     | SEC                | da Kansas City                                       |
|  | 1    | 32     | Kansas City Chiefs    | Josh Simmons           | OT                 | Ohio State                  | Big Ten            | da Philadelphia                                      |
|  | 2    | 33     | Cleveland Browns      | Carson Schwesinger     | LB                 | UCLA                        | Big Ten            |                                                      |
|  | 2    | 34     | Houston Texans        | Jayden Higgins         | WR                 | Iowa State                  | Big 12             | da N.Y. Giants                                       |
|  | 2    | 35     | Seattle Seahawks      | Nick Emmanwori         | S                  | South Carolina              | SEC                | da Tennessee                                         |
|  | 2    | 36     | Cleveland Browns      | Quinshon Judkins       | RB                 | Ohio State                  | Big Ten            | da Jacksonville                                      |
|  | 2    | 37     | Miami Dolphins        | Jonah Savaiinaea       | G                  | Arizona                     | Big 12             | da Las Vegas                                         |
|  | 2    | 38     | New England Patriots  | TreVeyon Henderson     | RB                 | Ohio State                  | Big Ten            |                                                      |
|  | 2    | 39     | Chicago Bears         | Luther Burden III      | WR                 | Missouri                    | SEC                | da Carolina                                          |
|  | 2    | 40     | New Orleans Saints    | Tyler Shough           | QB                 | Louisville                  | ACC                |                                                      |
|  | 2    | 41     | Buffalo Bills         | T.J. Sanders           | DT                 | South Carolina              | SEC                | da Chicago                                           |
|  | 2    | 42     | New York Jets         | Mason Taylor           | TE                 | LSU                         | SEC                |                                                      |
|  | 2    | 43     | San Francisco 49ers   | Alfred Collins         | DT                 | Texas                       | SEC                |                                                      |
|  | 2    | 44     | Dallas Cowboys        | Donovan Ezeiruaku      | DE                 | Boston College              | ACC                |                                                      |
|  | 2    | 45     | Indianapolis Colts    | JT Tuimoloau           | DE                 | Ohio State                  | Big Ten            |                                                      |
|  | 2    | 46     | Los Angeles Rams      | Terrance Ferguson      | TE                 | Oregon                      | Big Ten            | da Atlanta                                           |
|  | 2    | 47     | Arizona Cardinals     | Will Johnson           | CB                 | Michigan                    | Big Ten            |                                                      |
|  | 2    | 48     | Houston Texans        | Aireontae Ersery       | OT                 | Minnesota                   | Big Ten            | da Miami via Las Vegas                               |
|  | 2    | 49     | Cincinnati Bengals    | Demetrius Knight       | LB                 | South Carolina              | SEC                |                                                      |
|  | 2    | 50     | Seattle Seahawks      | Elijah Arroyo          | TE                 | Miami (FL)                  | ACC                |                                                      |
|  | 2    | 51     | Carolina Panthers     | Nic Scourton           | DE                 | Texas A&M                   | SEC                | da Denver                                            |
|  | 2    | 52     | Tennessee Titans      | Oluwafemi Oladejo      | DE                 | UCLA                        | Big Ten            | da Pittsburgh via Seattle                            |
|  | 2    | 53     | Tampa Bay Buccaneers  | Benjamin Morrison      | CB                 | Notre Dame                  | Ind. (FBS)         |                                                      |
|  | 2    | 54     | Green Bay Packers     | Anthony Belton         | OT                 | NC State                    | ACC                |                                                      |
|  | 2    | 55     | Los Angeles Chargers  | Tre Harris             | WR                 | Ole Miss                    | SEC                |                                                      |
|  | 2    | 56     | Chicago Bears         | Ozzy Trapilo           | OT                 | Boston College              | ACC                | da Minnesota via Houston e Buffalo                   |
|  | 2    | 57     | Detroit Lions         | Tate Ratledge          | G                  | Georgia                     | SEC                | da L.A. Rams via Carolina                            |
|  | 2    | 58     | Las Vegas Raiders     | Jack Bech              | WR                 | TCU                         | Big 12             | da Houston                                           |
|  | 2    | 59     | Baltimore Ravens      | Mike Green             | LB                 | Marshall                    | Sun Belt           |                                                      |
|  | 2    | 60     | Denver Broncos        | RJ Harvey              | RB                 | UCF                         | Big 12             | da Detroit                                           |
|  | 2    | 61     | Washington Commanders | Trey Amos              | CB                 | Ole Miss                    | SEC                |                                                      |
|  | 2    | 62     | Chicago Bears         | Shemar Turner          | DT                 | Texas A&M                   | SEC                | da Buffalo                                           |
|  | 2    | 63     | Kansas City Chiefs    | Omarr Norman-Lott      | DT                 | Tennessee                   | SEC                |                                                      |
|  | 2    | 64     | Philadelphia Eagles   | Andrew Mukuba          | S                  | Texas                       | SEC                |                                                      |
|  | 3    | 65     | New York Giants       | Darius Alexander       | DT                 | Toledo                      | MAC                |                                                      |
|  | 3    | 66     | Kansas City Chiefs    | Ashton Gillotte        | DE                 | Louisville                  | ACC                | da Tennessee                                         |
|  | 3    | 67     | Cleveland Browns      | Harold Fannin Jr.      | TE                 | Bowling Green               | MAC                |                                                      |
|  | 3    | 68     | Las Vegas Raiders     | Darien Porter          | CB                 | Iowa State                  | Big 12             |                                                      |
|  | 3    | 69     | New England Patriots  | Kyle Williams          | WR                 | Washington State            | Pac-12             |                                                      |
|  | 3    | 70     | Detroit Lions         | Isaac TeSlaa           | WR                 | Arkansas                    | SEC                | da Jacksonville                                      |
|  | 3    | 71     | New Orleans Saints    | Vernon Broughton       | DT                 | Texas                       | SEC                |                                                      |
|  | 3    | 72     | Buffalo Bills         | Landon Jackson         | DE                 | Arkansas                    | SEC                | da Chicago                                           |
|  | 3    | 73     | New York Jets         | Azareye'h Thomas       | CB                 | Florida State               | ACC                |                                                      |
|  | 3    | 74     | Denver Broncos        | Pat Bryant             | WR                 | Illinois                    | Big Ten            | da Carolina                                          |
|  | 3    | 75     | San Francisco 49ers   | Nick Martin            | LB                 | Oklahoma State              | Big 12             |                                                      |
|  | 3    | 76     | Dallas Cowboys        | Shavon Revel           | CB                 | East Carolina               | The American       |                                                      |
|  | 3    | 77     | Carolina Panthers     | Princely Umanmielen    | DE                 | Ole Miss                    | SEC                | da Atlanta via New England                           |
|  | 3    | 78     | Arizona Cardinals     | Jordan Burch           | DE                 | Oregon                      | Big Ten            |                                                      |
|  | 3    | 79     | Houston Texans        | Jaylin Noel            | WR                 | Iowa State                  | Big 12             | da Miami via Philadelphia e Washington               |
|  | 3    | 80     | Indianapolis Colts    | Justin Walley          | CB                 | Minnesota                   | Big Ten            |                                                      |
|  | 3    | 81     | Cincinnati Bengals    | Dylan Fairchild        | G                  | Georgia                     | SEC                |                                                      |
|  | 3    | 82     | Tennessee Titans      | Kevin Winston Jr.      | S                  | Penn State                  | Big Ten            | da Seattle>/small>                                   |
|  | 3    | 83     | Pittsburgh Steelers   | Kaleb Johnson          | RB                 | Iowa                        | Big Ten            |                                                      |
|  | 3    | 84     | Tampa Bay Buccaneers  | Jacob Parrish          | CB                 | Kansas State                | Big 12             |                                                      |
|  | 3    | 85     | Kansas City Chiefs    | Nohl Williams          | CB                 | California                  | ACC                | da Denver via Carolina e New England                 |
|  | 3    | 86     | Los Angeles Chargers  | Jamaree Caldwell       | DT                 | Oregon                      | Big Ten            |                                                      |
|  | 3    | 87     | Green Bay Packers     | Savion Williams        | WR                 | TCU                         | Big 12             |                                                      |
|  | 3    | 88     | Jacksonville Jaguars  | Caleb Ransaw           | CB                 | Tulane                      | The American       | da Minnesota                                         |
|  | 3    | 89     | Jacksonville Jaguars  | Wyatt Milum            | G                  | West Virginia               | Big 12             | da Houston                                           |
|  | 3    | 90     | Los Angeles Rams      | Josaiah Stewart        | DE                 | Michigan                    | Big Ten            |                                                      |
|  | 3    | 91     | Baltimore Ravens      | Emery Jones Jr.        | OT                 | LSU                         | SEC                |                                                      |
|  | 3    | 92     | Seattle Seahawks      | Jalen Milroe           | QB                 | Alabama                     | SEC                | da Detroit via NY Jets e Las Vegas                   |
|  | 3    | 93     | New Orleans Saints    | Jonas Sanker           | S                  | Virginia                    | ACC                | da Washington                                        |
|  | 3    | 94     | Cleveland Browns      | Dillon Gabriel         | QB                 | Oregon                      | Big Ten            | da Buffalo                                           |
|  | 3    | 95     | New England Patriots  | Jared Wilson           | C                  | Georgia                     | SEC                | da Kansas City                                       |
|  | 3    | 96     | Atlanta Falcons       | Xavier Watts           | S                  | Notre Dame                  | Ind. (FBS)         | da Philadelphia                                      |
|  | 3*   | 97     | Houston Texans        | Jaylin Smith           | CB                 | USC                         | Big Ten            | da Minnesota                                         |
|  | 3*   | 98     | Las Vegas Raiders     | Caleb Rogers           | OT                 | Texas Tech                  | Big 12             | da Miami                                             |
|  | 3*   | 99     | Las Vegas Raiders     | Charles Grant          | OT                 | William & Mary              | CAA                | da N.Y. Giants via Houston                           |
|  | 3×   | 100    | San Francisco 49ers   | Upton Stout            | CB                 | Western Kentucky University | CUSA               | 2020 Resolution JC-2A                                |
|  | 3×   | 101    | Denver Broncos        | Sai'vion Jones         | DE                 | LSU                         | SEC                | 2020 Resolution JC-2A, da L.A. Rams via Atlanta      |
|  | 3×   | 102    | Minnesota Vikings     | Tai Felton             | WR                 | Maryland                    | Big Ten            | 2020 Resolution JC-2A, da Detroit via Jacksonville   |
|  | 4    | 103    | Tennessee Titans      | Chimere Dike           | WR                 | Florida                     | SEC                |                                                      |
|  | 4    | 104    | Jacksonville Jaguars  | Bhayshul Tuten         | RB                 | Virginia Tech               | ACC                | da Cleveland                                         |
|  | 4    | 105    | New York Giants       | Cam Skattebo           | RB                 | Arizona State               | Big 12             |                                                      |
|  | 4    | 106    | New England Patriots  | Craig Woodson          | S                  | California                  | ACC                |                                                      |
|  | 4    | 107    | Jacksonville Jaguars  | Jack Kiser             | LB                 | Notre Dame                  | Ind. (FBS)         |                                                      |
|  | 4    | 108    | Las Vegas Raiders     | Dont'e Thornton Jr.    | WR                 | Tennessee                   | SEC                |                                                      |
|  | 4    | 109    | Buffalo Bills         | Deone Walker           | DT                 | Kentucky                    | SEC                | da Chicago via Buffalo e Chicago                     |
|  | 4    | 110    | New York Jets         | Arian Smith            | WR                 | Georgia                     | SEC                |                                                      |
|  | 4    | 111    | Philadelphia Eagles   | Ty Robinson            | DT                 | Nebraska                    | Big Ten            | da Carolina via Denver                               |
|  | 4    | 112    | New Orleans Saints    | Danny Stutsman         | LB                 | Oklahoma                    | SEC                |                                                      |
|  | 4    | 113    | San Francisco 49ers   | CJ West                | DT                 | Indiana                     | Big Ten            |                                                      |
|  | 4    | 114    | Carolina Panthers     | Trevor Etienne         | RB                 | Georgia                     | SEC                | da Dallas                                            |
|  | 4    | 115    | Arizona Cardinals     | Cody Simon             | LB                 | Ohio State                  | Big Ten            |                                                      |
|  | 4    | 116    | Houston Texans        | Woody Marks            | RB                 | USC                         | Big Ten            | da Miami                                             |
|  | 4    | 117    | Los Angeles Rams      | Jarquez Hunter         | RB                 | Auburn                      | SEC                | da Indianapolis                                      |
|  | 4    | 118    | Atlanta Falcons       | Billy Bowman Jr.       | S                  | Oklahoma                    | SEC                |                                                      |
|  | 4    | 119    | Cincinnati Bengals    | Barrett Carter         | LB                 | Clemson                     | ACC                |                                                      |
|  | 4    | 120    | Tennessee Titans      | Gunnar Helm            | TE                 | Texas                       | SEC                | da Seattle                                           |
|  | 4    | 121    | Tampa Bay Buccaneers  | David Walker           | DE                 | Central Arkansas            | UAC                |                                                      |
|  | 4    | 122    | Carolina Panthers     | Lathan Ransom          | S                  | Ohio State                  | Big Ten            | da Denver                                            |
|  | 4    | 123    | Pittsburgh Steelers   | Jack Sawyer            | LB                 | Ohio State                  | Big Ten            |                                                      |
|  | 4    | 124    | Green Bay Packers     | Barryn Sorrell         | DE                 | Texas                       | SEC                |                                                      |
|  | 4    | 125    | Los Angeles Chargers  | Kyle Kennard           | DE                 | South Carolina              | SEC                |                                                      |
|  | 4    | 126    | Cleveland Browns      | Dylan Sampson          | RB                 | Tennessee                   | SEC                | da Minnesota via Jacksonville                        |
|  | 4    | 127    | Indianapolis Colts    | Jalen Travis           | OT                 | Iowa State                  | Big 12             | da LA Rams                                           |
|  | 4    | 128    | Washington Commanders | Jaylin Lane            | WR                 | Virginia Tech               | ACC                | da Houston                                           |
|  | 4    | 129    | Baltimore Ravens      | Teddye Buchanan        | LB                 | California                  | ACC                |                                                      |
|  | 4    | 130    | New York Jets         | Malachi Moore          | S                  | Alabama                     | SEC                | da Detroit via Denver e Philadephia                  |
|  | 4    | 131    | New Orleans Saints    | Quincy Riley           | CB                 | Louisville                  | ACC                | da Washington                                        |
|  | 4    | 132    | Chicago Bears         | Ruben Hyppolite        | LB                 | Maryland                    | Big Ten            | da Buffalo                                           |
|  | 4    | 133    | Kansas City Chiefs    | Jalen Royals           | WR                 | Utah State                  | MW                 |                                                      |
|  | 4    | 134    | Denver Broncos        | Que Robinson           | DE                 | Alabama                     | SEC                | da Philadelphia via Detroit e Philadelphia           |
|  | 4*   | 135    | Las Vegas Raiders     | Tonka Hemingway        | DT                 | South Carolina              | SEC                | da Miami                                             |
|  | 4*   | 136    | Tennessee Titans      | Elic Ayomanor          | WR                 | Stanford                    | ACC                | da Baltimore                                         |
|  | 4*   | 137    | New England Patriots  | Joshua Farmer          | DT                 | Florida State               | ACC                | da Seattle                                           |
|  | 4*   | 138    | San Francisco 49ers   | Jordan Watkins         | WR                 | Ole Miss                    | SEC                |                                                      |
|  | 5    | 139    | Minnesota Vikings     | Tyrion Ingram-Dawkins  | DE                 | Georgia                     | SEC                | da Cleveland                                         |
|  | 5    | 140    | Carolina Panthers     | Cam Jackson            | DT                 | Florida                     | SEC                | da NY Giants                                         |
|  | 5    | 141    | Baltimore Ravens      | Carson Vinson          | OT                 | Alabama A&M                 | SWAC               | da Tennessee                                         |
|  | 5    | 142    | Seattle Seahawks      | Rylie Mills            | DT                 | Notre Dame                  | Ind. (FBS)         | da Jacksonville via Houston e Minnesota              |
|  | 5    | 143    | Miami Dolphins        | Jordan Phillips        | DT                 | Maryland                    | Big Ten            | da Las Vegas                                         |
|  | 5    | 144    | Cleveland Browns      | Shedeur Sanders        | QB                 | Colorado                    | Big 12             | da New England via Seattle                           |
|  | 5    | 145    | Philadelphia Eagles   | Mac McWilliams         | CB                 | UCF                         | Big 12             | da NY Jets                                           |
|  | 5    | 146    | New England Patriots  | Bradyn Swinson         | DE                 | LSU                         | SEC                | da Carolina                                          |
|  | 5    | 147    | San Francisco 49ers   | Jordan James           | RB                 | Oregon                      | Big Ten            | da New Orleans via Washington                        |
|  | 5    | 148    | Los Angeles Rams      | Ty Hamilton            | DT                 | Ohio State                  | Big Ten            | da Chicago                                           |
|  | 5    | –      | San Francisco 49ers   | Selezione revocata     | Selezione revocata | Selezione revocata          | Selezione revocata | Selezione revocata                                   |
|  | 5    | 149    | Dallas Cowboys        | Jaydon Blue            | RB                 | Texas                       | SEC                |                                                      |
|  | 5    | 150    | Miami Dolphins        | Jason Marshall Jr.     | CB                 | Florida                     | SEC                |                                                      |
|  | 5    | 151    | Indianapolis Colts    | DJ Giddens             | RB                 | Kansas State                | Big 12             |                                                      |
|  | 5    | –      | Atlanta Falcons       | Selezione revocata     | Selezione revocata | Selezione revocata          | Selezione revocata | Selezione revocata                                   |
|  | 5    | 152    | Dallas Cowboys        | Shemar James           | LB                 | Florida                     | SEC                | da Arizona                                           |
|  | 5    | 153    | Cincinnati Bengals    | Jalen Rivers           | G                  | Miami (FL)                  | ACC                |                                                      |
|  | 5    | 154    | New York Giants       | Marcus Mbow            | G                  | Purdue                      | Big Ten            | da Seattle                                           |
|  | 5    | 155    | Miami Dolphins        | Dante Trader Jr.       | S                  | Maryland                    | Big Ten            | da Denver                                            |
|  | 5    | 156    | Kansas City           | Jeffrey Bassa          | LB                 | Oregon                      | Big Ten            | da Pittsburgh                                        |
|  | 5    | 157    | Tampa Bay Buccaneers  | Elijah Roberts         | DE                 | SMU                         | ACC                |                                                      |
|  | 5    | 158    | Los Angeles Chargers  | KeAndre Lambert-Smith  | WR                 | Auburn                      | SEC                |                                                      |
|  | 5    | 159    | Green Bay Packers     | Collin Oliver          | LB                 | Oklahoma State              | Big 12             |                                                      |
|  | 5    | 160    | San Francisco 49ers   | Marques Sigle          | S                  | Kansas State                | Big 12             | da Minnesota                                         |
|  | 5    | 161    | Philadelphia Eagles   | Smael Mondon Jr.       | LB                 | Georgia                     | SEC                | da Houston                                           |
|  | 5    | 162    | New York Jets         | Francisco Mauigoa      | LB                 | Miami (FL)                  | ACC                | da LA Rams via Pittsburgh                            |
|  | 5    | 163    | Carolina Panthers     | Mitchell Evans         | TE                 | Notre Dame                  | Ind. (FBS)         | da Baltimore                                         |
|  | 5    | 164    | Pittsburgh Steelers   | Yahya Black            | DT                 | Iowa                        | Big Ten            | da Detroit via Cleveland, Philadelphia e Kansas City |
|  | 5    | 165    | Los Angeles Chargers  | Oronde Gadsden         | TE                 | Syracuse                    | ACC                | da Washington via Philadelphia                       |
|  | 5    | 166    | Seattle Seahawks      | Tory Horton            | WR                 | Colorado State              | MW                 | da Buffalo via Houston e Cleveland                   |
|  | 5    | 167    | Tennessee Titans      | Jackson Slater         | G                  | Sacramento State            | Big Sky            | da Kansas City                                       |
|  | 5    | 168    | Philadelphia Eagles   | Drew Kendall           | C                  | Boston College              | ACC                |                                                      |
|  | 5*   | 169    | Chicago Bears         | Zah Frazier            | CB                 | UTSA                        | ACC                | da Buffalo                                           |
|  | 5*   | 170    | Buffalo Bills         | Jordan Hancock         | CB                 | Ohio State                  | Big Ten            | da Dallas                                            |
|  | 5*   | 171    | Detroit Lions         | Miles Frazier          | G                  | LSU                         | SEC                | da Dallas via New England                            |
|  | 5*   | 172    | Los Angeles Rams      | Chris Paul Jr.         | LB                 | Ole Miss                    | SEC                | da Seattle via New Minnesota                         |
|  | 5*   | 173    | Buffalo Bills         | Jackson Hawes          | TE                 | Georgia Tech                | ACC                |                                                      |
|  | 5*   | 174    | Arizona Cardinals     | Denzel Burke           | CB                 | Ohio State                  | Big Ten            | da Dallas                                            |
|  | 5*   | 175    | Seattle Seahawks      | Robbie Ouzts           | TE                 | Alabama                     | SEC                |                                                      |
|  | 5*   | 176    | New York Jets         | Tyler Baron            | DE                 | Miami (FL)                  | ACC                | da Baltimore                                         |
|  | 6    | 177    | Buffalo Bills         | Dorian Strong          | CB                 | Virginia Tech               | ACC                | da NY Giants                                         |
|  | 6    | 178    | Baltimore Ravens      | Bilhal Kone            | CB                 | Western Michigan            | MAC                | da Tennessee                                         |
|  | 6    | 179    | Miami Dolphins        | Ollie Gordon II        | RB                 | Oklahoma State              | Big 12             | da Cleveland via Houston                             |
|  | 6    | 180    | Las Vegas Raiders     | JJ Pegues              | DT                 | Ole Miss                    | SEC                |                                                      |
|  | 6    | 181    | Philadelphia Eagles   | Kyle McCord            | QB                 | Syracuse                    | ACC                | da New England via LA Chargers                       |
|  | 6    | 182    | New England Patriots  | Andres Borregales      | K                  | Miami (FL)                  | ACC                | da Jacksonville via Detroit                          |
|  | 6    | 183    | Tennessee Titans      | Marcus Harris          | CB                 | California                  | ACC                | da Carolina via Baltimore                            |
|  | 6    | 184    | New Orleans Saints    | Devin Neal             | RB                 | Kansas                      | Big 12             | da New Orleans via Washington                        |
|  | 6    | 185    | Pittsburgh Steelers   | Will Howard            | QB                 | Ohio State                  | Big Ten            | da Chicago via Seattle                               |
|  | 6    | 186    | Baltimore Ravens      | Tyler Loop             | K                  | Arizona                     | Big 12             | da NY Jets                                           |
|  | 6    | 187    | Houston Texans        | Jaylen Reed            | S                  | Penn State                  | Big Ten            | da San Francisco via Minnesota                       |
|  | 6    | 188    | Tennessee Titans      | Kalel Mullings         | RB                 | Michigan                    | Big Ten            | da Dallas                                            |
|  | 6    | 189    | Indianapolis Colts    | Riley Leonard          | QB                 | Notre Dame                  | Ind. (FBS)         |                                                      |
|  | 6    | 190    | Indianapolis Colts    | Tim Smith              | DT                 | Alabama                     | SEC                | da Atlanta via LA Rams                               |
|  | 6    | 191    | Philadelphia Eagles   | Myles Hinton           | OT                 | Michigan                    | Big Ten            | da Arizona via Denver                                |
|  | 6    | 192    | Seattle Seahawks      | Bryce Cabeldue         | OT                 | Kansas                      | Big 12             | da Miami via Chicago e Cleveland                     |
|  | 6    | 193    | Cincinnati Bengals    | Tahj Brooks            | RB                 | Texas Tech                  | Big 12             |                                                      |
|  | 6    | 194    | Jacksonville Jaguars  | Jalen McLeod           | LB                 | Auburn                      | SEC                | da Seattle                                           |
|  | 6    | 195    | Chicago Bears         | Luke Newman            | G                  | Michigan State              | Big Ten            | da Pittsburgh via LA Rams                            |
|  | 6    | 196    | Detroit Lions         | Ahmed Hassanein        | DE                 | Boise State                 | MW                 | da Tampa Bay                                         |
|  | 6    | 197    | Houston Texans        | Graham Mertz           | QB                 | Florida                     | SEC                | da Denver                                            |
|  | 6    | 198    | Green Bay Packers     | Warren Brinson         | DT                 | Georgia                     | SEC                |                                                      |
|  | 6    | 199    | Los Angeles Chargers  | Branson Taylor         | OT                 | Pittsburgh                  | ACC                |                                                      |
|  | 6    | 200    | Jacksonville Jaguars  | Rayuan Lane            | S                  | Navy                        | ACC                | da Minnesota via Cleveland                           |
|  | 6    | 201    | Minnesota Vikings     | Kobe King              | LB                 | Penn State                  | Big Ten            | da LA Rams                                           |
|  | 6    | 202    | Minnesota Vikings     | Gavin Bartholomew      | TE                 | Pittsburgh                  | ACC                | da Houston via Pittsburgh, Chicago e LA Rams         |
|  | 6    | 203    | Baltimore Ravens      | LaJohntay Wester       | WR                 | Colorado                    | Big 12             |                                                      |
|  | 6    | 204    | Dallas Cowboys        | Ajani Cornelius        | OT                 | Oregon                      | Big Ten            | da Detroit via Cleveland e Buffalo                   |
|  | 6    | 205    | Washington Commanders | Kain Medrano           | LB                 | UCLA                        | Big Ten            |                                                      |
|  | 6    | 206    | Buffalo Bills         | Chase Lundt            | OT                 | UConn                       | Ind. (FBS)         |                                                      |
|  | 6    | 207    | Philadelphia Eagles   | Cameron Williams       | OT                 | Texas                       | SEC                | da Kansas City via NY Jets                           |
|  | 6    | 208    | Carolina Panthers     | Jimmy Horn Jr.         | WR                 | Colorado                    | Big 12             | da Philadelphia via Denver                           |
|  | 6*   | 209    | Philadelphia Eagles   | Antwaun Powell-Ryland  | LB                 | Virginia Tech               | ACC                | da LA Chargers                                       |
|  | 6*   | 210    | Baltimore Ravens      | Aeneas Peebles         | DT                 | Virginia Tech               | ACC                |                                                      |
|  | 6*   | 211    | Arizona Cardinals     | Hayden Conner          | G                  | Texas                       | SEC                | da Dallas                                            |
|  | 6*   | 212    | Baltimore Ravens      | Robert Longerbeam      | CB                 | Rutgers                     | Big Ten            |                                                      |
|  | 6*   | 213    | Las Vegas Raiders     | Tommy Mellott          | QB                 | Montana State               | Big Sky            |                                                      |
|  | 6*   | 214    | Los Angeles Chargers  | R.J. Mickens           | S                  | Clemson                     | ACC                |                                                      |
|  | 6*   | 215    | Las Vegas Raiders     | Cam Miller             | QB                 | North Dakota State          | MVFC               |                                                      |
|  | 6*   | 216    | Denver Broncos        | Jeremy Crawshaw        | P                  | Florida                     | SEC                | da Cleveland via Houston                             |
|  | 7    | 217    | Dallas Cowboys        | Jay Toia               | DT                 | UCLA                        | Big Ten            | da Tennessee via New England                         |
|  | 7    | 218    | Atlanta Falcons       | Jack Nelson            | OT                 | Wisconsin                   | Big Ten            | da Cleveland via LA Chargers                         |
|  | 7    | 219    | New York Giants       | Thomas Fidone          | TE                 | Nebraska                    | Big Ten            |                                                      |
|  | 7    | 220    | New England Patriots  | Marcus Bryant          | OT                 | Missouri                    | SEC                |                                                      |
|  | 7    | 221    | Jacksonville Jaguars  | Jonah Monheim          | C                  | USC                         | Big Ten            |                                                      |
|  | 7    | 222    | Las Vegas Raiders     | Cody Lindenberg        | LB                 | Minnesota                   | Big Ten            |                                                      |
|  | 7    | 223    | Seattle Seahawks      | Damien Martinez        | RB                 | Miami (FL)                  | ACC                | da New Orleans via Philadelphia e Pittsburgh         |
|  | 7    | 224    | Houston Texans        | Kyonte Hamilton        | DT                 | Rutgers                     | Big Ten            | da Chicago via Miami                                 |
|  | 7    | 225    | Arizona Cardinals     | Kitan Crawford         | S                  | Nevada                      | MW                 | da NY Jets via Kansas City                           |
|  | 7    | 226    | Pittsburgh Steelers   | Carson Bruener         | LB                 | Washington                  | Big Ten            | da Carolina via Kansas City                          |
|  | 7    | 227    | San Francisco 49ers   | Kurtis Rourke          | QB                 | Indiana                     | Big Ten            |                                                      |
|  | 7    | 228    | Kansas City Chiefs    | Brashard Smith         | RB                 | SMU                         | ACC                | da Dallas via Detroit e New England                  |
|  | 7    | 229    | Pittsburgh Steelers   | Donte Kent             | CB                 | Central Michigan            | MAC                | da Atlanta via Pittsburgh                            |
|  | 7    | 230    | Detroit Lions         | Dan Jackson            | S                  | Georgia                     | SEC                | da Arizona via Carolina e Denver                     |
|  | 7    | 231    | Miami Dolphins        | Quinn Ewers            | QB                 | Texas                       | SEC                |                                                      |
|  | 7    | 232    | Indianapolis Colts    | Hunter Wohler          | S                  | Wisconsin                   | Big Ten            |                                                      |
|  | 7    | 233    | Chicago Bears         | Kyle Monangai          | RB                 | Rutgers                     | Big Ten            | da Cincinnati                                        |
|  | 7    | 234    | Seattle Seahawks      | Mason Richman          | OT                 | Iowa                        | Big Ten            |                                                      |
|  | 7    | 235    | Tampa Bay Buccaneers  | Tez Johnson            | WR                 | Oregon                      | Big Ten            |                                                      |
|  | 7    | 236    | Jacksonville Jaguars  | LeQuint Allen          | RB                 | Syracuse                    | ACC                | da Denver via Philadelphia, Washington e Houston     |
|  | 7    | 237    | Green Bay Packers     | Micah Robinson         | CB                 | Tulane                      | The American       | da Pittsburgh                                        |
|  | 7    | 238    | Seattle Seahawks      | Ricky White            | WR                 | UNLV                        | MW                 | da LA Chargers via New England                       |
|  | 7    | 239    | Dallas Cowboys        | Phil Mafah             | RB                 | Clemson                     | ACC                | da Green Bay via Tennessee                           |
|  | 7    | 240    | Buffalo Bills         | Kaden Prather          | WR                 | Maryland                    | Big Ten            | da Minnesota via Cleveland e Chicago                 |
|  | 7    | 241    | Denver Broncos        | Caleb Lohner           | TE                 | Utah                        | Big 12             | da Houston                                           |
|  | 7    | 242    | Los Angeles Rams      | Konata Mumpfield       | WR                 | Pittsburgh                  | ACC                | da LA Rams via Atlanta                               |
|  | 7    | 243    | Baltimore Ravens      | Garrett Dellinger      | G                  | LSU                         | SEC                |                                                      |
|  | 7    | 244    | Detroit Lions         | Dominic Lovett         | WR                 | Georgia                     | SEC                |                                                      |
|  | 7    | 245    | Washington Commanders | Jacory Croskey-Merritt | RB                 | Arizona                     | Big 12             |                                                      |
|  | 7    | 246    | New York Giants       | Korie Black            | CB                 | Oklahoma State              | Big 12             | da Buffalo                                           |
|  | 7    | 247    | Dallas Cowboys        | Tommy Akingbesote      | DT                 | Maryland                    | Big Ten            | da Kansas City via Carolina                          |
|  | 7    | 248    | New Orleans Saints    | Moliki Matavao         | TE                 | UCLA                        | Big Ten            | da Philadelphia via Washington                       |
|  | 7*   | 249    | San Francisco 49ers   | Connor Colby           | G                  | Iowa                        | Big Ten            |                                                      |
|  | 7*   | 250    | Green Bay Packers     | John Williams          | G                  | Cincinnati                  | Big 12             |                                                      |
|  | 7*   | 251    | New England Patriots  | Julian Ashby           | LS                 | Vanderbilt                  | SEC                | da Kansas City                                       |
|  | 7*   | 252    | San Francisco 49ers   | Junior Bergen          | WR                 | Montana                     | Big Sky            |                                                      |
|  | 7*   | 253    | Miami Dolphins        | Zeek Biggers           | DT                 | Georgia Tech                | ACC                |                                                      |
|  | 7*   | 254    | New Orleans Saints    | Fadil Diggs            | DE                 | Syracuse                    | ACC                |                                                      |
|  | 7*   | 255    | Houston Texans        | Luke Lachey            | TE                 | Iowa                        | Big Ten            | da Cleveland                                         |
|  | 7*   | 256    | Los Angeles Chargers  | Trikweze Bridges       | CB                 | Florida                     | SEC                |                                                      |
|  | 7*   | 257    | New England Patriots  | Kobee Minor            | DB                 | Memphis                     | The American       | da Kansas City                                       |